# Myonera tasmanica
Myonera tasmanica is een tweekleppigensoort uit de familie van de Cuspidariidae. De wetenschappelijke naam van de soort is voor het eerst geldig gepubliceerd in 1970 door Knudsen.